# Usher
Usher Terry Raymond IV (n. 14 octombrie 1978), cunoscut și sub numele de Usher, este un cântăreț, actor și dansator american. El a devenit cunoscut la finele anilor '90, grație includerii sale pe coloana sonoră a filmului Poetic Justice și mulțumită albumului său de debut, care îi poartă numele.
După performanțele modeste ale primului material, discul lansat în 1997 — My Way — l-a propulsat pe solist spre notorietatea mondială, comercializându-se în peste opt milioane de exemplare la nivel global și oferind trei șlagăre notabile. Succesorul său, 8701 i-a sporit popularitatea artistului și a anticipat promovarea celui mai mare succes comercial al său, materializat prin discul Confessions. Lansat în 2004, albumul s-a bucurat de succes la nivel global, fiind distribuit în peste douăzeci de milioane de exemplare, fiind recompensat și cu un disc de diamant în S.U.A.. Produsele discografice promovate ulterior l-au ajutat pe solist să devină unul dintre cei mai apreciați artiști ai generației sale.
Având un timbru caracteristic tenorilor, solistul a fost felicitat de critica de specialitate pentru calitățile sale vocale. Abordând preponderent un sound bazat pe muzica R&B, cântărețul a inclus în compozițiile sale o serie de elemente ale unor stiluri diferite, printre care hip-hop, crunk sau dance — cel din urmă fiind reprezentativ în perioada recentă, grație șlagărelor de crossover influențate de acest gen. De-a lungul carierei sale, Usher a vândut peste patruzeci și cinci de milioane de albume, drept răsplată pentru realizările sale artistice fiind recompensat totodată cu opt premii Grammy (vedeți aici), opt American Music Awards, patru World Music Awards și optsprezece distincții oferite de Billboard.

## Anii copilăriei
Usher s-a născut pe data de 14 octombrie 1978 în Dallas, Texas, Statele Unite ale Americii, fiind fiul lui Jonetta Patton (anterior O'Neal) și Usher Raymond al III-lea. Prima parte a vieții, Raymond a locuit în Chattanooga, alături de mama sa, tatăl său vitreg și fratele său vitreg (născut în 1984). Tatăl biologic al lui Usher a părăsit familia în momentul în care acesta avea doar un an. Sub îndrumarea mamei sale, el s-a implicat în activitatea corului bisericii din Chattanooga. La vârsta de nouă ani, bunica sa i-a descoperit calitățile artistice, însă nu a fost de părere că Usher are posibilitatea de a cânta corespunzător decât în momentul în care a intrat într-un grup muzical. Pentru a-i crește șansele lui Raymond de a-și valorifica talentul, familia s-a mutat în Atlanta, Georgia, unde au considerat că artistul își va cultiva abilitățile. Odată ajuns în acest teritoriu, Usher a început să asiste la cursurile liceului North Springs High School, la absolvirea căruia a început să-și construiască cariera muzicală.

## Cariera artistică

### 1991 — 1996: Primele activități muzicale și debutul
„Îmi amintesc când a dat audiția pentru LaFace Records și La [Reid] m-a întrebat ce cred, iar eu am spus «Cred că e un star». Toată lumea îl iubea pe Usher, el avea acea magie când a intrat. [...] El este foarte special”. 
La vârsta de unsprezece ani, Usher a început să activeze într-o formație muzicală locală intitulată NuBeginnings, sprijinită de Darryl Wheeler. În compania celorlalți artiști componenți, solistul a înregistrat zece cântece în anul 1991, acestea fiind ulterior incluse pe un material discografic ce poartă titlulatura de NuBeginings Featuring Usher Raymond IV, el fiind distribuit doar la nivel regional și pe bază de comenzi. Odată cu creșterea popularității experimentate de solist, în 2002 albumul a fost relansat sub egida Hip-O Records. După doi ani de la startul activității cu NuBeginnings, la vârsta de treisprezece ani, Usher a participat la competiția Star Search, unde a fost reperat de un reprezentat al casei de discuri LaFace Records. În urma unei probe eliminatorii cu alte personalități ale companiei, interpretul a semnat un contract de promovare cu anexa Sony BMG. În cadrul audițiilor, printre cei ce l-au evaluat pe artist s-au numărat directorul casei de discuri LaFace, La Reid și interpreta Toni Braxton, care s-au declarat încântați de solist. Înregistrarea sa de debut, „Call Me a Mack” — inclusă pe coloana sonoră a filmului Poetic Justice — a fost lansată în august 1993, însă nu a înregistrat performanțe semnificative.
Un an mai târziu, în 1994, a fost distribuit lanțurilor de magazine primul album de studio al interpretului, denumit după sine. Printre compozitorii cooptați pentru proiect s-a numărat și P. Diddy, care s-a preocupat și ulterior de cariera interpretului. Primul extras pe single al materialului, „Can U Get wit It” a devenit un șlagăr de top 20 în Billboard Hot R&B/Hip-Hop Songs și a activat în Billboard Hot 100. Albumul de proveniețnă a activat slab în clasamentele americane, însă de-a lungul timpului a reușit să se comercializeze în peste 500.000 de exemplare. Al doilea single — „Think of You” — s-a bucurat de mai mult succes depășindu-și predecesorul și marcând totodată prima apariție a artistului în ierarhiile de specialitate din Regatul Unit, însă ultimul extras, „The Many Ways” a devenit un eșec comparativ cu celelalte două. După terminarea liceului, solistul a continuat să înregistreze pentru un viitor proiect, colaborând totodată cu interpreta Monica la compoziția „Let's Straighten It Out”.

### 1997 — 2003: Câștigarea notorietății mondiale
În urma performanțelor mediocre obținute de discul de debut, solistul a început înregistrările pentru un nou album de studio. În timpul acordat noului proiect, artistul a legat o prietenie cu producătorul muzical Jermaine Dupri pe care l-a cooptat pentru a-și aduce aportul la noile înregistrări ce urmau a fi incluse pe noul material. Produsul final s-a materializat prin intermediul albumului My Way, lansat în luna septembrie a anului 1997, fiind precedat de promovarea extrasului pe single „You Make Me Wanna”. Compoziția s-a bucurat de succes atât pe teritoriul Statelor Unite ale Americii, cât și în alte regiuni, printre care Australia sau Regatul Unit, în ultimul teritoriu ocupând chiar prima poziție în ierarhia națională, lucru datorat vânzărilor totale de peste 335.000 de exemplare, care i-au adus artistului și un disc de argint. Succesorul său, „Nice & Slow”, a câștigat prima poziție în Billboard Hot 100, însă nu și-a egalat predecesorul la nivel mondial, în timp ce cântecul omonim titulaturii materialului a devenit un nou șlagăr în listele muzicale din țara natală a interpretului. Critica muzicală de specialitate a reacționat pozitiv la adresa albumului, Allmusic, revista Q sau Yahoo! Music oferindu-i discului recenzii favorabile, în timp ce la nivel comercial My Way s-a bucurat de vânzări de peste șase milioane de exemplare doar în S.U.A. (aspect reliefat de cele șase discuri de platină câștigate), dar și de o plasare de top 5 în Billboard 200.
„You Make Me Wanna” i-a adus artistului și o nominalizare la premiile Grammy, dar și un trofeu Soul Train Music Award. În ultima parte a anului 1997, Usher a fost cooptat de o serie de artiști pentru a susține recitaluri în cadrul turneelor personale, printre aceștia numărându-se Mary J. Blige, Janet Jackson sau Puff Diddy. Solistul a lansat și un album cu interpretări live în primăvara anului 1999, care a fost recompensat cu un disc de aur în Statele Unite ale Americii. Artistul a apărut și în serialul Moesha între anii 1997 — 1998, lucru ce i-a deschis calea spre primul său rol într-un film în anul 1998, materializat prin apariția sa în producția The Faculty. Cele două proiecte i-au sporit șansele lui Usher de a obține noi roluri într-o serie de spectacole noi, printre care telenovela The Bold And The Beautiful sau filmele She's All That, Geppetto și Light It Up, în cel din urmă interpretând unul dintre personajele principale.
Odată cu încheierea activităților în domeniul cinematografiei, solistul a început promovarea unui nou extras pe single, „Pop Ya Collar”, ce anunța lansarea unui nou album de studio, All About U. Compoziția s-a bucurat de succes în Regatul Unit, unde a debutat pe poziția secundă în ierarhia UK Singles Chart, însă a devenit un eșec în Statele Unite ale Americii, comparativ cu înregistrările de pe My Way. În acest context, materialul a fost amânat, aspect datorat și faptului că o parte a cântecelor alese pentru a fi incluse pe disc au apărut pe internet. După revizuirea compozițiilor programate pentru noul proiect, a început promovarea unui nou cântec, intitulat „U Remind Me”, care a ocupat prima poziție în Billboard Hot 100 și treapta a treia în Regatul Unit, lucru ce a facilitat lansarea albumului, care a fost distribuit sub o nouă titulatură, 8701. Discul a fost primit cu recenzii favorabile de critica de specialitate, Allmusic, Blender, Entertainment Weekly sau Rolling Stone reacționând pozitiv la adresa materialului. Campania de promovare a continuat odată cu lansarea altor trei extrase pe single — „U Got It Bad”, „U Don't Have to Call” și „U-Turn” — primul dintre acestea câștigând locul întâi în ierarhiile americane, în timp ce ultimele două au activat notabil în clasamentele din Europa și Oceania. Succesul întâmpinat de cântece a ajutat albumul de proveniență să câștige patru discuri de platină în S.U.A., premii ce reflectă comercializarea a peste patru milioane de exemplare în acest teritoriu.
În aceeași perioadă, Usher a apărut în filmul Texas Rangers (lansat în 2001), în timp ce în prima parte a anului 2002 solistul a fost recompensat cu un premiu Grammy la categoria „Cea mai bună interpretare R&B masculină” pentru „U Remind Me”, aceeași distincție fiind ridicată de artist și un an mai târziu pentru „U Don't Have to Call”. De asemenea, în vara anului 2002, cântărețul a colaborat cu P. Diddy și Loon la compoziția „I Need a Girl, Part I”, care a devenit un șlagăr la nivel mondial, ocupând poziții notabile într-o serie de țări europene, dar și în Statele Unite ale Americii sau Oceania. La finele aceluiași an, Usher a fost distribuit în producții precum The Twilight Zone sau American Dreams.

### 2003 — 2007: Consolidarea carierei și materialul «Confessions»
Solistul a început înregistrările pentru un nou album de studio încă din anul 2003, intenționând să conlucreze — în principal — cu același grup de producători cu care colaborase și anterior, însă a abordat și alți compozitori, printre care Jimmy Jam & Terry Lewis, Just Blaze sau R. Kelly. După imprimarea unui număr de aproximativ patruzeci de cântece, artistul a prezentat materialul casei de discuri, care i-a recomandat să mai înregistreze o serie de piese. După acest episod a fost înregistrat primul extras pe single al discului, „Yeah!”, o colaborare cu Lil Jon și Ludacris, care a devenit un succes la nivel mondial, ocupând prima poziție în Billboard Hot 100 timp de doisprezece săptămâni consecutive și câștigând aceeași distincție în majoritatea ierarhiilor unde a activat. Succesul cântecului a ajutat albumul de proveniență, intitulat Confessions și lansat în martie 2004, să debuteze pe locul întâi în lista celor mai bine vândute albume din Statele Unite ale Americii, vânzările din prima săptămână ridicându-se la aproximativ 1,1 milioane de exemplare. Colecția de cântece s-a bucurat de aprecieri favorabile și din partea criticilor de specialitate, baza de data muzicale Allmusic recompenând-o cu patru puncte și jumătate dintr-un total de cinci.

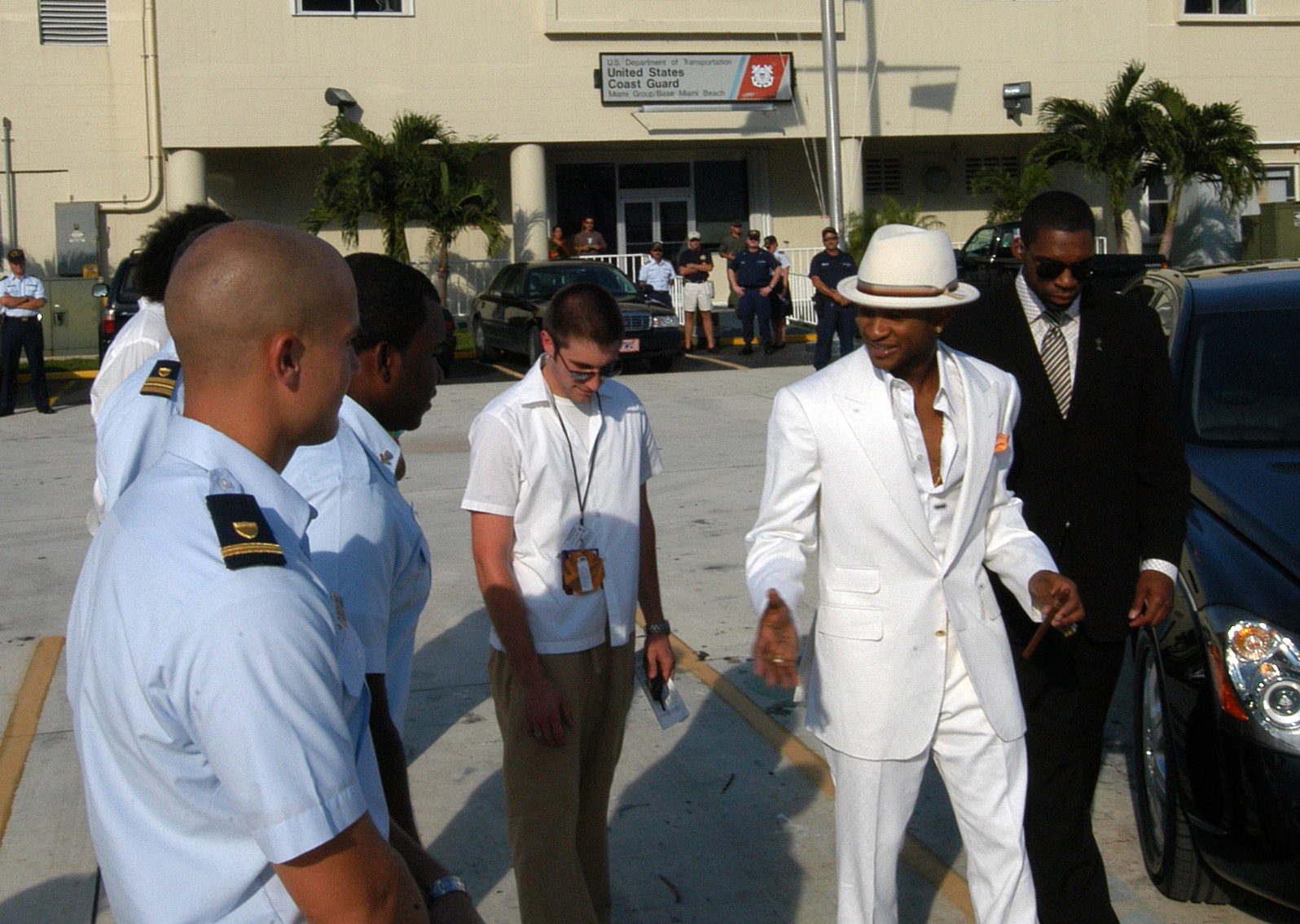
Usher înainte de gala premiilor MTV Video Music Awards 2004.

Promovarea materialului s-a continuat grație altor extrase pe single, al doilea dintre acestea — balada „Burn” — devenind un nou șlagăr la nivel mondial, în timp ce al treilea — „Confessions Part II” — a cucerit prima poziție în Billboard Hot 100 și s-a clasat în primele zece trepte ale listei naționale din Australia. Albumul a fost relansat într-o ediție specială la finele anului 2004, cuprinzând o serie de compoziții neincluse pe prima versiune a discului, unde s-a aflat și duetul cu Alicia Keys, „My Boo”, extras pe single pentru a crește notorietatea materialului de bază. Asemeni predecesorilor săi, cântecul a devenit un șlagăr în Statele Unite ale Americii și a înregistrat vânzări notabile în majoritatea regiunilor unde a activat. La scurt timp a fost trimis posturilor de radio și ultimul single al albumului, „Caught Up”, care nu a obținut succesul predecesorilor săi, însă a activat notabil în Regatul Unit și S.U.A.. Toate acestea au sporit popularitatea discului, ajutându-l să însumeze vânzări totale de peste douăzeci de milioane de unități la nivel global, aproximativ jumătate dintre acestea fiind distribuite doar în țara natală a artistului, exemplarele de pe acest teritoriu aducându-i și un disc de diamant.
Solistul a fost recompensat cu o serie de trofee pentru albumul Confessions și discurile single lansate de pe acesta, printre ele numărându-se patru premii American Music Awards, două MTV Europe Music Awards, două MTV Video Music Awards și trei World Music Awards. De asemenea, Billboard l-a desemnat „Artistul anului” 2004, oferindu-i alte zece distincții, în timp ce Confessions, „Yeah!” și „My Boo” i-au adus solistului fiecare câte un premiu Grammy. Până la lansarea unui nou album de studio, interpretul a colaborat cu Lil John la înregistrarea „Lovers and Friends”, un șlagăr de top 3 în Billboard Hot 100 și cu R. Kelly la compoziția „Same Girl” lansată în 2006. O altă apariție notabilă o constituie piesa „Shake Down”, imprimată alături de Mary J. Blige pentru albumul acesteia din 2007, Growing Pains. Alături de activitatea muzicală, Usher s-a implicat într-un nou proiect cinematografic, obținând rolul principal în filmul In The Mix, interpretând și rolul lui Billy Flynn în musicalul Chicago de pe Broadway.

### 2007 — 2009: Adoptarea unui nou sound și revenirea
Programat inițial pentru luna octombrie a anului 2007, al cincilea album de studio al artistului, Here I Stand, a fost lansat în mai 2010. Materialul a fost precedat de promovarea primului extras pe single, „Love In This Club”, o colaborare cu Young Jeezy. Înregistrarea s-a bucurat de succes în clasamentele de specialitate din întreaga lume, în special din Statele Unite ale Americii, unde a devenit cel de-al optulea cântec clasat pe locul întâi în ierarhia Billboard Hot 100 din întreaga carieră a lui Usher. De asemenea, piesa s-a comercializat în peste două milioane de exemplare digitale în acest teritoriu. Albumul de proveniență a debutat pe treapta cu numărul unu în listele de specialitate din țara natală a artistului, grație celor peste 443.000 de unități vândute în prima săptămână de disponibilitate, devenind cel de-al doilea material al solistului ce obține această performanță. Sound-ul albumului a fost definit de Usher drept „matur și sexy”, recenziile pentru disc fiind preponderent favorabile, conform Metacritic. Here I Stand s-a comercializat în peste cinci milioane de exemplare, aproximativ 1,5 milioane fiind distribuite doar în Statele Unite ale Americii. Materialul a fost recompensat cu un disc de platină în țara natală a artistului, o recompensă mai slabă decât cea primită de Confessions, care a primit un disc de diamant (echivalentul a zece discuri de platină).

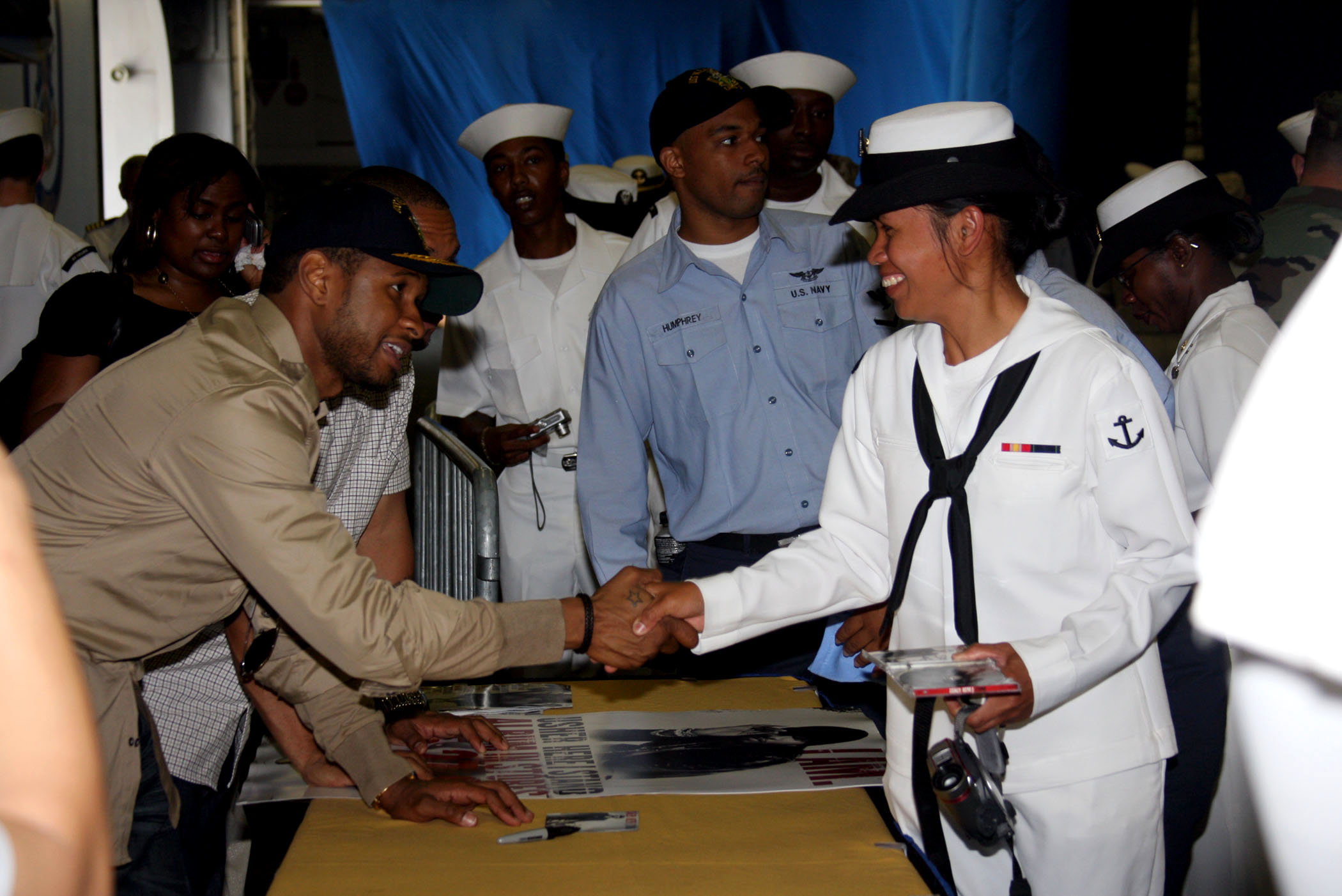
Usher promovând albumul Here I Stand în mai 2008.

De pe album au mai fost extrase încă trei discuri single — „Love in This Club, Part II” (care reprezintă un remix oficial al primului single, fiind realizat în colaborare cu Beyoncé și Lil Wayne), „Moving Mountains” și „Trading Places” — niciunul nu s-a ridicat însă la nivelul predecesorului. „Love in This Club, Part II” a devenit un șlagăr de top 10 în Billboard Hot R&B/Hip-Hop Songs și a activat notabil în clasamentele din Germania, în timp ce „Moving Mountains” a devenit cel mai slab clasat cântec promovat de pe album în Statele Unite ale Americii, însă a fost recompensat cu un disc de aur în Noua Zeelandă, unde a activat și între primele zece trepte ale ierarhiei oficiale. „Trading Places” s-a bucurat de succes doar la nivelul posturilor de radio ce promovează muzica R&B din țara natală a solistului. Înregistrarea omonimă titlului a primit și o nominalizare la premiile Grammy din anul 2009, la categoria „Cea mai bună interpretare R&B masculină”. Discul a fost promovat atât prin intermediul unui turneu numit One Night Stand, dar și printr-o serie de recitaluri susținute în cadrul unor emisiuni de televiziune, printre care The Hills, Dancing With the Stars, Saturday Night Live sau BET Awards 2008.

### 2009 — 2011: Noi materiale discografice
La începutul anului 2009, pe data de 18 ianuarie, Usher a fost prezent la ceremonia We Are One: The Obama Inaugural Celebration at the Lincoln Memorial, alături de Shakira și Stivie Wonder. De asemenea, acesta a participat și la evenimentul de comemorare al lui Michael Jackson de pe data de 7 iulie 2009, unde a prezentat cântecul „Gone Too Soon”.

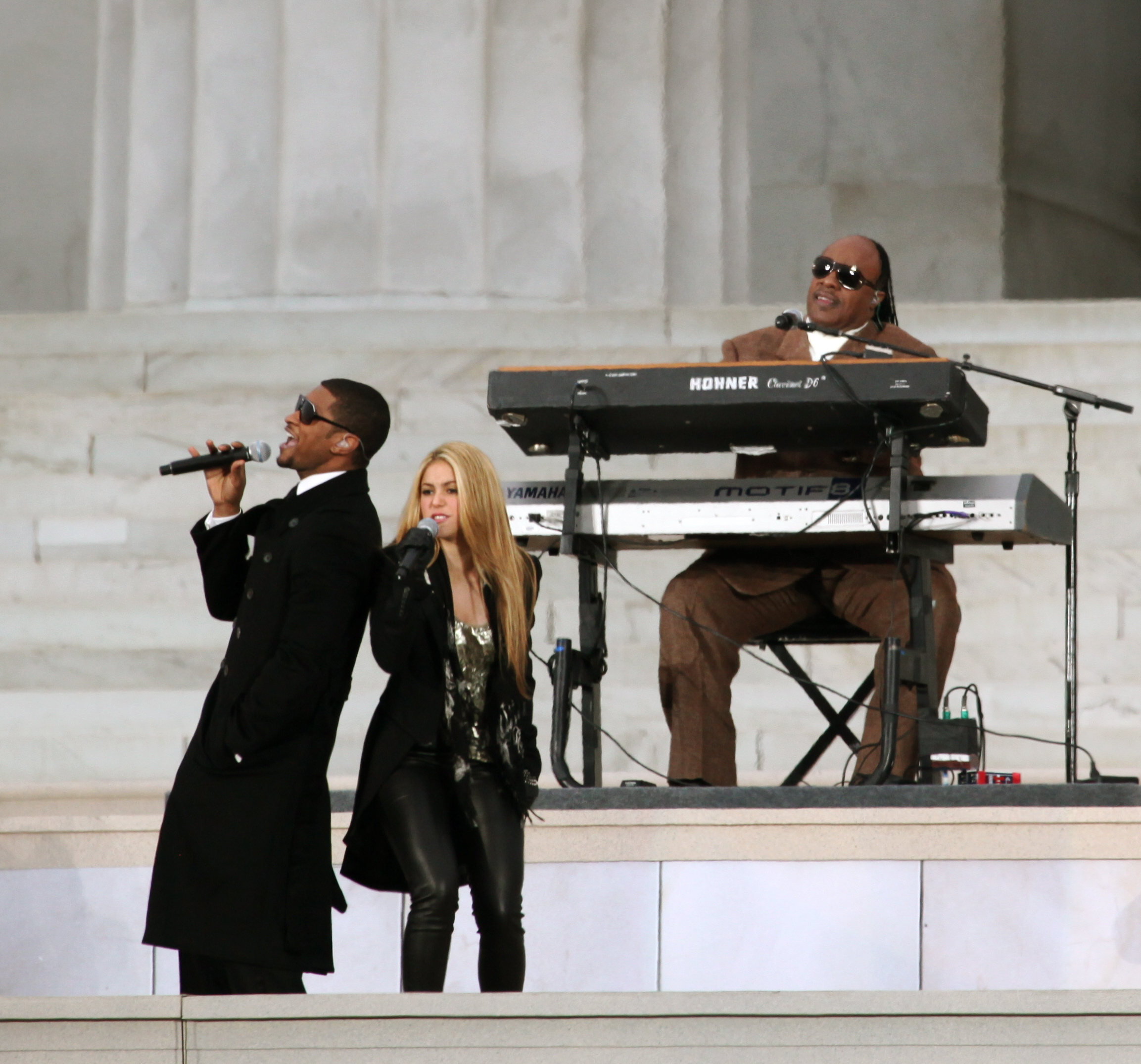
Usher în compania interpretului american Stivie Wonder și a solistei columbiene Shakira în timpul ceremoniei de învestire a președintelui Barack Obama (ianuarie 2009).

Inspirat de divorțul întâmpinat în viața personală, solistul a început să lucreze la un nou album de studio, intitulat inițial Monster, despre care s-a afirmat faptul că va poseda o temă similară cu cea a discului Confessions. Lansat sub titulatura de single promoțional, „Papers” s-a bucurat de succes în cadrul ierarhiei Billboard Hot R&B/Hip-Hop Songs, unde a ocupat prima poziție devenind cel de-al nouălea cântec al artistului ce câștigă această distincție. Anunțat inițial pentru luna decembrie a anului 2009, albumul rezultat: Raymond v. Raymond a fost amânat până în martie 2010 (respectiv aprilie 2010 în unele regiuni precum Regatul Unit și România), până la acel moment fiind lansate alte trei cântece promoționale și alte două discuri single oficiale. „Hey Daddy (Daddy's Home)” a devenit un succes la posturile de radio ce promovează muzica R&B, în timp ce „OMG” a devenit cel mai cunoscut single al albumului la nivel global. Cel de-al doilea a urcat până pe locul întâi în Billboard Hot 100, fiind cel de-al nouălea șlagăr al solistului ce obține această performanță. Materialul de proveniență a debutat pe prima poziție în clasamentele de specialitate din Statele Unite ale Americii, comercializându-se în aproximativ 330.000 de exemplare în prima săptămână de disponibilitate, însă a activat modest în ierarhiile europene. Raymond v. Raymond a experimentat succes și în Oceania, fiind recompensat cu un disc de platină în Australia, la care s-au adăugat distincții similare pentru vânzările înregistrate în Canada sau S.U.A.. La scurt timp, o altă compoziție a albumului — „There Goes My Baby” — a devenit un succes în ierarhiile de muzică R&B din S.U.A., beneficiind și de un videoclip regizat de Anthony Mandler. Critica de specialitate a reacționat diferit la adresa materialului, PopMatters descriindu-l drept un album „cinic” și „disperat”.

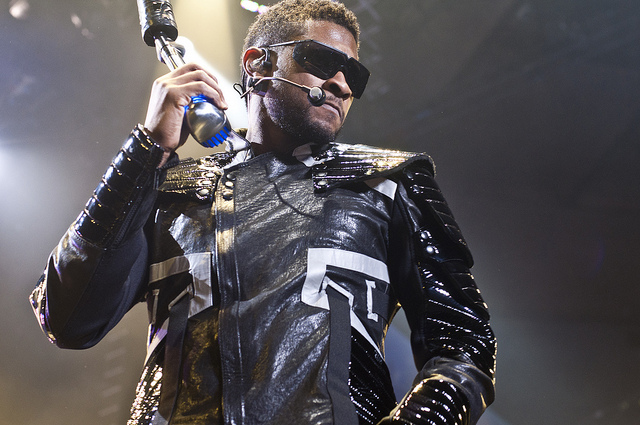
Turneul OMG a devenit unul dintre cele mai mari succese ale anului 2011, aducând câștiguri de aproximativ 75 de milioane de $.

În paralel, Usher a colaborat și cu Ciara pentru a realiza un duet pe scena evenimentului World Leadership Awards, dar și cu interpretul de muzică pop Justin Bieber, cei doi promovând compoziția „Somebody to Love”, care fusese anterior înregistrată de artist pentru albumul său Raymond v. Raymond. La scurt timp a fost anunțată și lansarea unui nou disc EP, Versus, ce a fost catalogat drept „ultimul capitol al lui Raymond v. Raymond”. Aceleași cântece cuprinse pe material au fost incluse și pe o ediție specială a albumului antemenționat. Versus a fost distribuit în Statele Unite ale Americii începând cu data de 24 august 2010, primind preponderent recenzii favorabile. La nivel comercial discul s-a comercializat în peste 46.000 de exemplare doar în primele șapte zile de disponibilitate, câștigând astfel poziția cu numărul patru în Billboard 200. Această reușită se datorează și celor două extrase pe single lansate în avans, „DJ Got Us Fallin' In Love” și „Hot Tottie”. Primul a devenit un șlagăr de top 10 într-o serie de teritorii, în timp ce al doilea s-a bucurat de succes în cadrul audienței R&B din S.U.A.. În urma succesului întâmpinat de solist pe perioada promovării discurilor Raymond v. Raymond și Versus, acesta a primit o serie de nominalizări la premiile MTV Video Music Awards 2010, unde a interpretat și două dintre succesele acestei ere: „OMG” și „DJ Got Us Fallin' In Love”. Ulterior, Usher a fost recompensat cu două premii American Music Awards, începând totodată un turneu de promovare al materialelor antemenționate. Pe data de 13 februarie 2011, Usher a fost desemnat câștigătorul altor două premii Grammy, la categoriile „Cel mai bun album de R&B contemporan” (pentru materialul Raymond v. Raymond) și „Cea mai bună interpretare vocală R&B masculină” (pentru compoziția „There Goes My Baby”). Mai mult, în același an solistul a fost desemnat câștigătorul unui premiu Latin Billboard, datorită succesului înregistrat de piesele sale în ierarhiile Billboard ce monitorizează muzica difuzată de posturile de radio ce promovează muzica latino. În aceeași perioadă, ultimul extras pe single de pe discul Raymond v. Raymond, intitulat „More”, a început să urce în clasamentele din întreaga lume. Ulterior, înregistrarea a avansat până pe locul întâi în Canada și s-a bucurat de succes într-o serie de ierarhii din Europa și Oceania. La scurt timp, a început promovarea unei noi compoziții, „Dirty Dancer” (o colaborare cu cântărețul spaniol Enrique Iglesias), aceasta devenind un nou șlagăr notabil pentru cei doi artiști, primind totodată un disc de aur în Australia. Turneul de promovare — intitulat OMG — a avut o audiență totală de aproximativ un milion de persoane, aducând un câștig de șaptezeci și cinci milioane de dolari americani, fiind unul dintre cele mai de succes turnee ale anului 2011.

### 2011 — 2012: «Looking 4 Myself» șiThe Voice
La finele anului 2011 a început campania de promovare a discului single „Without You” al artistului francez David Guetta și extras de pe albumul Nothing But the Beat, cântecul fiind realizat în colaborare cu Usher. Înregistrarea s-a bucurat de succes în ierarhiile din întreaga lume obținând poziții de top 10 în majoritatea clasamentelor muzicale internaționale în care a activat, obținând discuri de aur și platină într-o serie de țări. Compoziția a precedat campania de promovare a celui de-al șaptelea album de studio al lui Raymond, Looking 4 Myself, ce se afla în stadiul de proiect încă de la finalizarea turneului OMG. Stilurile muzicale abordate de cântăreț pe acest material sunt similare cu cele prezente și pe Raymond v. Raymond, îmbinând muzica R&B cu muzica dance, extrem de populară în acea perioadă. Primul single extras de pe album — „Climax” — a apărut în mediul online pe data de 14 februarie 2012, fiind apreciat de critica de specialitate pentru sound-ul său proaspăt ce îmbină armonios muzica R&B cu cea electronică. Compoziția s-a bucurat de succes într-o serie de ierarhii publicate de Billboard, ocupând locul șaptesprezece în Billboard Hot 100, poziția cu numărul unu în Billboard Hot R&B/Hip-Hop Songs și câștigând clasări de top 10 în ierarhiile belgiene și britanice. Acesta a fost succedat de alte două extrase pe single lansate înaintea albumului de proveniență, „Scream” și „Lemme See”. Primul, caracteristic pentru tendințele muzicale ale anului 2012 prin sound-ul influențat de muzica dance, a devenit cel de-al optsprezecelea single de top 10 al solistului în principalul clasament american și s-a bucurat de poziționări notabile și la nivel global. „Lemme See” — o colaborare cu interpretul de muzică rap Rick Ross — a fost apreciat de critici și s-a poziționat pe locul secund în lista celor mai populare discuri single R&B din S.U.A..
Albumul de proveniență s-a bucurat de vânzări modeste comparativ cu predecesorul său, debutând pe locul întâi în Billboard 200 cu vânzări de aproximativ 128.000 de exemplare în prima săptămână de disponibilitate, aceste cifre marcând o scădere considerabilă față de Raymond V. Raymond. Recenziile au fost preponderent favorabile, după cum indică Metacritic, care a afișat o medie de 75% calificative pozitive pentru material. Majoritate criticilor au felicitat diversitatea muzicală prezentă pe album și interpretarea artistului. Aceste două aspecte au fost subliniate de același recenzor Alex Macpherson (The Guardian), acesta aclamând faptul că discul „merge în direcții deloc obiective”, aceleași aspecte fiind reluate și de Erika Ramirez (Billboard), care a fost de părere că Usher a găsit o metodă de a „evolua” și de „a fi cu doi pași înaintea jocului”. Abordarea muzicii dance pe Looking 4 Myself a fost și ea felicitată, în particular de Allmusic, însă criticul Andy Kellman a considerat că artistul are „o forță creativă mai mare atunci când lucrează cu material mai apropiat sufletului său”. Campania de promovare a materialului s-a compus preponderent din apariții televizate sau festivaluri. Usher a interpretat „Climax” și „Scream” în timpul emisiunii Saturday Night Live (12 mai 2012), aceleași două cântece fiind interpretate câteva zile mai târziu în timpul concertului de vară promovat de The Today Show. Alte interpretări notabile s-au materializat în cadrul unor spectacole precum Billboard Music Awards 2012, BET Awards 2012 sau Capital FM Summer Time Ball. De asemenea, artistul a primit o nominalizare la premiile MTV Video Music Awards 2012 pentru „Climax” la categoria „Cel mai bun videoclip masculin”, însă premiul i-a fost atribuit lui Chris Brown. În aceeași perioadă a început promovare altor două extrase pe single — „Numb” și „Dive” — primul servind drept cel de-al treilea extras pe single la nivel internațional, în timp ce „Dive” a fost lansat doar în Statele Unite ale Americii.
În 2013, Usher l-a înlocuit pe CeeLo Green în postura de antrenor al celui de-al patrulea sezon al emisiunii The Voice difuzate de NBC. Finalistul său, Michelle Chamuel, a pierdut titlul în fața lui Danielle Bradbery, care îl avea ca antrenor pe Blake Shelton. S-a întors în al șaselea sezon al emisiunii, reușind să dea câștigătorul ediției, Josh Kaufman.

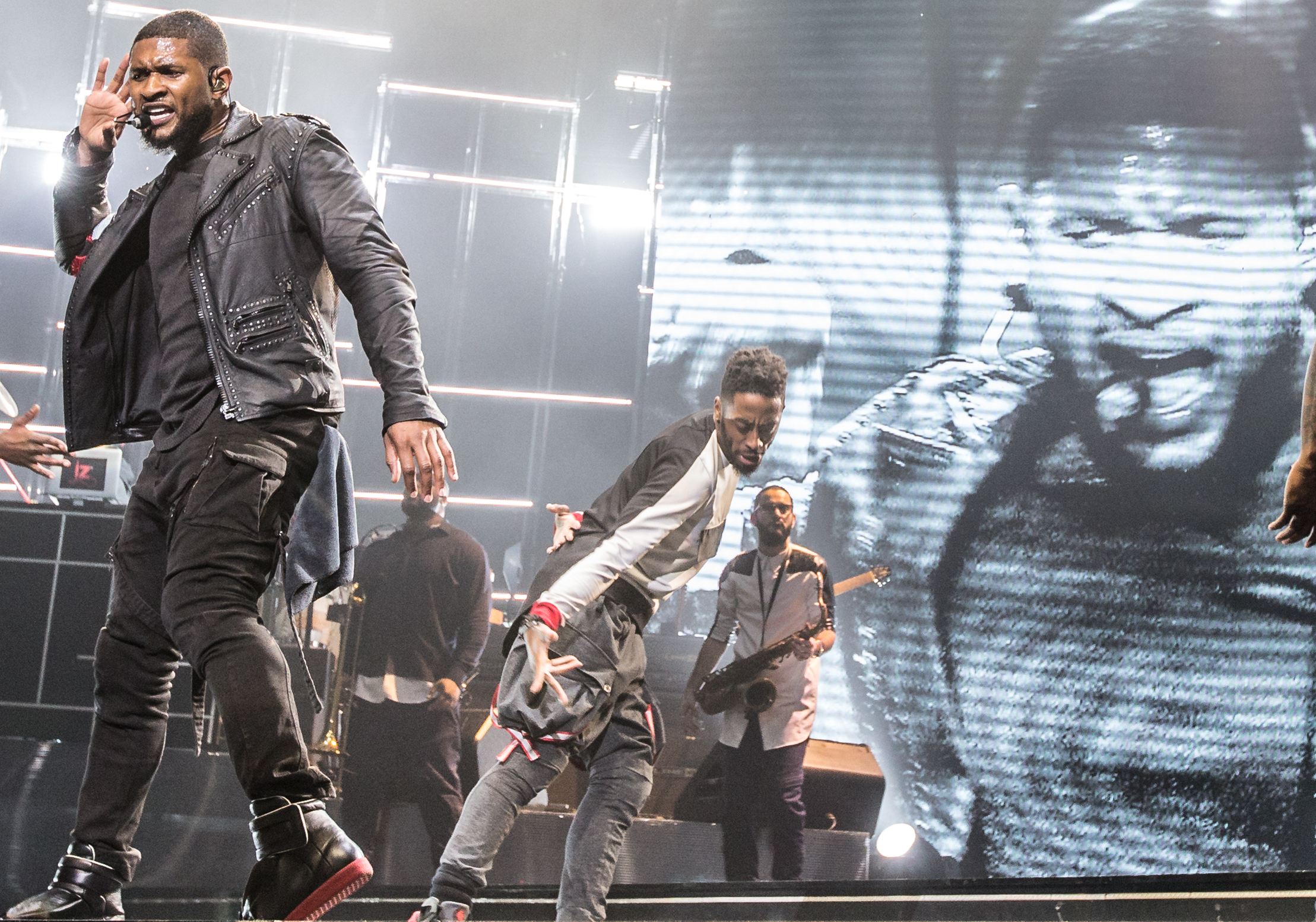
Usher în timpul Turneului URX în 2014

Pe 19 martie 2013, Usher a anunțat că a început înregistrările la cel de-al optulea album de studio, intitulat UR. Într-un interviu acordat celor de la The Fader, a descris albumul ca fiind „tot ce îți poți imagina”. Cantautorul Eric Bellinger a declarat pentru Rap-Up că lucrează alături de Jermaine Dupri, Bryan-Michael Cox și Brian Alexander Morgan la următorul album al lui Usher. Bellinger a comparat piesele de pe album cu cele ale lui Usher de pe Confessions din 2004, spunând că este „mai  R&B, mai urban” decât Looking 4 Myself. Usher a declarat că prin acest album va demonstra că este „încă Usher”. „Good Kisser”, o piesă dance-R&B, a fost lansată ca primul single al albumului, permițându-i lui Usher să ajungă pentru a treisprezecea oară pe locul întâi în clasamentul Airplay, la egalitate cu Drake pentru cele mai multe piese care s-au aflat pe primul loc în acest clasament. Produsă de Pop & Oak, a fost interpretată pentru prima dată la The Voice. Au urmat alte două single-uri: „She Came to Give It to You”, în colaborare cu Nicki Minaj. și „I Don't Mind” cu Juicy J, această piesă ajutându-l pe Usher să devină artistul cu cele mai cântece aflate pe locul întâi în clasamentul Rhythmic (13).
Pe 25 august 2014, Usher a anunțat că va porni într-un nou turneu, UR Experience Tour, pentru a-și promova albumul UR. UR Experience a început la Montreal, Quebec pe 1 noiembrie și s-a terminat în Tampa, Florida, pe 14 decembrie 2014. Cele 27 de concerte nord-americane i-au avut în deschidere pe DJ Cassidy și August Alsina. Partea europeană a turneului a cuprins 23 de orașe și i-a avut în deschidere pe Nico & Vinz. „Cu UR Experience, vreau să le ofer fanilor mei un spectacol live plin de surprize și invitați speciali”, a declarat Usher printr-un comunicat de presă. „Sunt foarte încântat să fiu alături de fanii mei și să le ofer o experiență Usher așa cum nu au mai văzut sau auzit înainte.”  În timpul turneului a lansat piesa „Clueless”, în colaborare cu Honey Nut Cheerios, care putea fi descărcată gratuit folosind un cod de pe cutiile de cereale Honey Nut Cheerios cumpărate din lanțul de magazine Walmart.

### 2015 — 2017:Hard II LoveșiHands of Stone
Pe 16 octombrie 2015, Usher a lansat un videoclip interactiv exclusiv pe platforma de streaming Tidal intitulat „Chains”, filmat în colaborare cu Nas și Bibi Bourelly. „Chains” forțează publicul să se confrunte cu probleme precum profilarea rasială și brutalitatea poliției; folosindu-se de camera web a utilizatorului și de tehnologii de recunoaștere facială, videoclipul „Chains” este pus pe pauză în momentul în care utilizatorul se uită în altă parte decât în videoclip. Usher a interpretat cântecul pentru prima dată la concertul Tidal X:1020 pe 20 octombrie 2015, pe Brooklyn's Barclays Arena. Pe 14 ianuarie 2016, după mai multe amânări ale lansării celui de-al optulea album, Usher a anunțat printr-o postare făcută de Daniel Arsham pe Instagram că a schimbat titlul albumului din UR în Flawed. Inițial trebuia să fie lansat în aprilie 2016, dar a fost amânat iar fără o dată de lansare stabilită. Pe 9 iunie 2016, Usher a lansat un nou single care trebuia să facă parte din Flawed pe Tidal intitulat „No Limit” înregistrat în colaborare cu Young Thug, alături de un al doilea single intitulat „Crash”, care a fost lansat pe 10 iunie pe toate platformele digitale.
Pe 12 iunie 2016 Usher a semnat un contract de impresariat cu partenerul său de afaceri Scooter Braun. Braun îl reprezentase deja pe Justin Bieber și avea o societate în comun cu Raymond și Bieber. Acest lucru a fost confirmat de Usher pe 21 iunie 2016, în timpul unui interviu cu Ryan Seacrest de la a șaptezeci și treia ediție a Festivalului de la Cannes. Usher și-a dezvoltat și cariera de actor, jucându-l pe boxerul american Sugar Ray Leonard în filmul biografic Pumni de piatră, despre boxerul panamanez Roberto Durán. În acest film, lansat la nivel mondial pe 26 august 2016, a jucat alături de actori precum Édgar Ramírez, Robert De Niro și Ruben Blades. „Missin U” a fost lansat ca al treilea single de RCA Records în format digital și pe platforme de streaming online, alături de „Champions (from the Motion Picture Hands of Stone)”, ambele pe Vevo. Pe 30 august a lansat piesa „Rivals”, în colaborare cu Future, debutând exclusiv pe Tidal alături de videoclipul piesei. A fost lansată pe Vevo la 2 septembrie 2016. Pe 13 septembrie 2016, „Missin U” și „Rivals” au fost date spre difuzare la radio ca al treilea și al patrulea single al albumului.
Albumul Hard II Love a fost lansat pe 16 septembrie 2016, și a primit recenzii pozitive din partea criticilor de muzică contemporani. A debutat pe locul al cincilea în US Billboard 200, și s-a vândut în peste 28.000 de exemplare în Statele Unite în prima săptămână de la lansare. A devenit al șaptelea album consecutiv lansat de Usher care se clasează printre primele zece din Statele Unite. Primul single, intitulat „No Limit” și înregistrat în colaborare cu rapperul Young Thug a fost difuzat pentru prima dată de Urban Radio pe 9 iunie și a ajuns pe locul 32 în Billboard Hot 100, și pe locul al nouălea în Hot R&B/Hip-Hop Songs.

### 2018 — prezent:A
Pe 12 octombrie 2018 Usher a lansat cel de-al nouălea album de studio, intitulat A. A fost produs în totalitate de Zaytoven. Din album făceau parte opt piese cu colaborări venite din partea lui Future și Gunna. Usher a colaborat din nou cu producătorul Zaytoven, după ce a lucrat cu acesta la Raymond v. Raymond, ca producător al piesei „Papers”.
Între 9 și 17 noiembrie 2018, Usher a fost capul de afiș al seriei de concerte RNB Fridays Live. Pentru acest turneu, compus din șase concerte susținute în Australia și Noua Zeelandă, s-au vândut peste 150.000 de bilete. Pe 14 noiembrie 2018, Billboard a anunțat că Usher a semnat un contract de impresariat cu Luke Mitzman și a sa 100 Management și că Usher va lansa un nou album în 2019. Pe 2 decembrie 2018, Usher a cântat la Global Citizen Festival: Mandela 100 din Johannesburg, Africa de Sud, ca omagiu adus lui Nelson Mandela. Pe 20 martie 2019 s-a anunțat faptul că Usher va face parte din distribuția filmului Hustlers regizat de Lorene Scafaria, din care mai fac parte Jennifer Lopez, Constance Wu, Keke Palmer și Cardi B.
Pe 27 martie 2019, Usher a postat o fotografie cu el stând lângă o tablă albă pe care scria „Confessions 2” și cu o listă de piese blurată. The following day producer Jermaine Dupri, who produced

## Abilități vocale și stil muzical
Vocea interpretului este încadrată în grupul tenorilor. Vocea artistului a fost descrisă drept „catifelată”, „netedă”, „sexy” sau „incredibilă”, Usher fiind felicitat pentru abilitățile sale. Calitățile interpretative ale artistului au fost remarcate de critica de specialitate imediat după lansarea primului album de studio. În recenzia albumului Confessions acestea au fost felicitate de Kelefa Sanneh de la The New York Times ce a considerat că „vocea lui Usher nu îl părăsește niciodată”, afirmând totodată că „plăcerea de a-l asculta pe Usher este plăcerea de a asculta un cântăreț care știe exact ceea ce face”. Albumele lui Usher au găzduit de-a lungul timpului o serie de balade notabile, printre care „Burn”, „Moving Mountains”, „My Boo” sau „U Got It Bad”. De asemenea, alt element de rezistență al discurilor sale îl constituie cântecele ritmate, exemple elocvente în acest sens fiind „OMG”, „Pop Ya Collar” sau „Yeah!”. Printre temele cele mai abordate în lirica solistului se numără destul de frecvent dragostea, seducția sau sexul.
Primul material de studio al solistului, Usher, a reprezentat o fuziune de balade și înregistrări ce cuprind elemente specifice stilului new jack swing, făcut anterior popular de artiști precum Janet sau Michael Jackson, toate având însă la bază muzica R&B. Pentru My Way cântărețul a inclus influențe de muzică hip-hop în cadrul compozițiilor sale, totodată apelând și la porțiuni cu versuri explicite. Albumul s-a concentrat pe același gen muzical dominant — muzica urbană — fiind compilate baladele „seducătoare și romantice” cu înregistrări alerte, asemeni colaborării cu Lil' Kim „Just Like Me”. Aceeași formulă a fost continuată prin intermediul discului 8701, care deși a fost catalogat de Allmusic drept „cel mai bun album al său” (în momentul lansării), el suferă de un deficit în ceea ce privește cântecele memorabile. De asemenea, o serie de înregistrări de pe album au fost asemănate cu cele promovate în aceeași perioadă de Janet Jackson, preponderent datorită colaborării lui Usher cu Jimmy Jam & Terry Lewis, cei ce s-au ocupat de materialele lui Jackson de la începutul succesului său comercial. Cel de-al patrulea album al lui Usher, Confessions, a fost aclamat de critica de specialitate, din punct de vedere stilistic fiind considerat cel mai bun material al său, fiind descris drept „expansiv” și „futurist”. Jem Aswad de la Entertainment Weekly a fost de părere că discul dezvăluie maturitatea artistică a solistului, însă Newsday a catalogat cea de-a doua jumătate a albumului drept slabă. Una dintre cele mai notabile compoziții de pe album, „Yeah!”, reprezintă o fuziune a stilurilor R&B și crunk. Here I Stand s-a construit în jurul unui stil definit de artist drept „matur și sexy”, tematica versurilor fiind și ea apreciată pentru evoluția suferită. De asemenea, majoritatea conținutul a fost descris drept potrivit pentru posturile de radio.
La finele anilor 2000 și debutul decadei 2010, solistul a început să înregistreze compoziții puternic influențate de stilurile dance și electropop, acestea fiind în vogă în acea perioadă. Astfel, pentru materialele Raymond V. Raymond și Versus interpretul a colaborat cu producătorul Black Eyed Peas will.i.am și cu Max Martin, alături de care a pus bazele cântecelor „OMG” și „DJ Got Us Fallin' in Love”. Solistul s-a adaptat cu succes noilor tendințe, cele două experimentând succes de crossover în S.U.A., spre deosebire de înregistrări precum „Lil Freak” sau „There Goes My Baby” — care deși sunt construite pe baza unor elemente specifice muzicii R&B — au experimentat succes doar în listele secundare ale revistei Billboard. În ciuda acestui aspect, pe ambele discuri genul muzical principal este același care l-a consacrat pe artist.

## Alte aspecte
În paralel cu activitatea de muzician, Usher s-a ocupat și de alte aspecte. Printre acestea, solistul deține o casă de discuri, US Records. Primul material discografic lansat sub egida companiei a fost coloana sonoră a filmului In The Mix, unde solistul deține rolul principal. Albumul a fost promovat la trei ani de la deschiderea casei de discuri, fiind distribuit de lanțurile de magazine începând cu data de 5 noiembrie 2005. Motivul pentru care artistul a ales să nu promoveze niciun artist până în acel moment este acela conform căruia „prioritățile lui [Usher] au fost să găsească artiștii potriviți și să aștepte până când el crede că ei sunt pregătiți”, după cum a declarat Clive Davis, reprezentant al Sony BMG America de Nord.
Începând cu anul 2005 Usher a devenit unul dintre deținătorii echipei de baschet americane Cleveland Cavaliers. În urma acestui eveniment, solistul a devenit cel de-al treilea artist pop ce se implică în acest fel într-o astfel de companie. De asemenea, interpretul deține și o serie de restaurante și a lansat un grup de parfumuri.

## Viața personală
În anul 2001 Usher a început o relație cu Rozana „Chilli” Thomas — fosta artistă componentă a formației muzicale TLC. Relația celor doi s-a întins pe o perioadă de aproximativ doi ani de zile, despărțindu-se în 2003. Mass-media a considerat faptul că o serie de înregistrări de pe albumul Confessions lansat de solist a fost inspirat de relația celor doi. O serie de fani ai interpretului au considerat că motivul despărțirii îl constituie infidelitatea lui Usher, ei ajungând la această concluzie pe baza textelor compozițiilor de pe materialul antemenționat. Într-un interviu din 2004, Thomas a recunoscut faptul că Usher a înșelat-o, declarând totodată că nu își dorește să își reia relația cu solistul în viitor. În același context, artistul s-a apărat, aducând în discuție faptul că o serie de factori au fost decisivi în cadrul finalului dintre cei doi. În perioada de promovare a discului Confessions, interpretul a avut o relație de scurtă durată cu modelul englez Naomi Campbell, care a apărut și pe DVD-ul solistului Rhythm City, Vol. 1 - Caught Up.
În luna ianuarie a anului 2007, solistul a cerut-o în căsătorie pe Tameka Foster, de profesie hair-stylist, cu care colaborase și în trecut. O lună mai târziu a fost anunțată public logodna, nunta materializându-se pe data de 3 august 2007. Inițial ceremonia de oficiere se dorea a fi completată în iulie 2007, însă datorită unor probleme de ordin medical, aceasta a fost decalată. Primul fiu al cuplului — Usher Raymond al V-lea — s-a născut pe data de 26 noiembrie 2007, pentru ca în 10 decembrie 2008 să fie născut și al doilea copil al solistului cu Foster, el fiind botezat cu numele de Naviyd Ely Raymond. În ciuda acestor evenimente, în iunie 2009, solistul a intentat divorțul, declarând faptul că cei doi au locuit separat pentru aproximativ un an. În ciuda acestor afirmații, apropiații lui Foster au negat cele spuse de Usher, ei declarând că aceștia au locuit împreună în reședința lor din Atlanta, până în martie 2009.
În septembrie 2015, Usher s-a căsătorit cu o prietenă mai veche și impresara Grace Miguel în timpul unei vacanțe în Cuba. Au fost făcute speculații conform cărora cei doi ar fi căsătoriți după ce într-o fotografie făcută de Miguel pe Instagram Usher purta o verighetă. El a confirmat căsătoria în cadrul emisiunii The Ellen DeGeneres Show. Pe 6 martie 2018, Usher și soția sa Grace Miguel au declarat pentru Us Weekly de divorț, declarând că „am decis să ne separăm ca cuplu... Rămânem profund conectați, prietenii noștri dragi vor continua să ne sprijine în următoarele etape ale vieții noastre”. Pe 28 decembrie 2018, Usher a cerut divorțul de Miguel în Georgia.

## Filantropie
În 1999 solistul a participat la evenimentul „Challenge for the Children”, un meci de baschet inițiat de formația americană 'N Sync. În urma acestuia s-au strâns aproximativ 50.000 de dolari americani, care au fost donați unor programe caritabile. De asemenea, Usher a participat la constituirea fundației New Look, o organizație non-profit de caritate care încearcă să „înzestreze tinerii cu o nouă viziune asupra vieții prin educație și experiența din viața reală”. Campania s-a desfășurat în intervalul de timp 11 iulie — 23 iulie 2005 în cadrul Universității Clark din Atlanta. Concomitent, artistul s-a implicat într-un concert caritabil în urma căruia au fost strânse resurse destinate victimelor uraganului Katrina. Un an mai târziu, în 2006, organizația a avut o nouă inițiativă, intitulată Our Block, în urma căreia o serie de stabilimente din New Orleans au fost refăcute și renovate.

## Discografie
| Albume de studio - Usher (1994) - My Way (1997) - 8701 (2001) - Confessions (2004) - Here I Stand (2008) - Raymond v. Raymond (2010) - Looking 4 Myself (2012) - Hard II Love (2016) - A (cu Zaytoven) (2018) | Alte lansări - Live (1999) — album live - Versus (2010) — disc EP |

## Filmografie
| An   | Film                           | Rol                     | Ref.            |
| ---- | ------------------------------ | ----------------------- | --------------- |
| 1997 | Moesha                         | Jeremy Davis            | [ 276 ]         |
| 1998 | The Faculty                    | Gabe Santora            | [ 277 ]         |
| 1999 | She's All That                 | Campus DJ               | [ 278 ]         |
| 1999 | Light It Up                    | Lester DeWitt           | [ 279 ]         |
| 2001 | Texas Rangers                  | Randolph Douglas Scipio | [ 280 ]         |
| 2005 | In the Mix                     | Darrell                 | [ 281 ]         |
| 2010 | Killers                        | Kevin                   | [ 282 ]         |
| 2011 | Justin Bieber: Never Say Never | El însuși               | [ 283 ]         |
| 2011 | Scary Movie 5                  | Ira                     | [ 284 ] [ 285 ] |
| 2013 | Justin Bieber's Believe        | El însuși               | [ 286 ] [ 287 ] |
| 2014 | Muppets Most Wanted            | Plasatorul              | [ 288 ]         |
| 2016 | Pumni de piatră                | Sugar Ray Leonard       | [ 289 ] [ 290 ] |
| 2018 | Incredibilii 2                 | Fan Frozone             | [ 291 ]         |

## Premii Grammy
Tabelul de mai jos prezintă cronologic nominalizările și/sau trofeele obținute de Usher în cadrul premiilor Grammy.
| An   | Ceremonia de premiere | Categorie                                   | Pentru:                | Rezultat     | Note    |
| ---- | --------------------- | ------------------------------------------- | ---------------------- | ------------ | ------- |
| 1998 | Premiile Grammy       | „Cea mai bună interpretare R&B masculină”   | „You Make Me Wanna”    | Nominalizare | [ 48 ]  |
| 1999 | Premiile Grammy       | „Cea mai bună interpretare R&B masculină”   | „My Way”               | Nominalizare | [ 292 ] |
| 2002 | Premiile Grammy       | „Cea mai bună interpretare R&B masculină”   | „U Remind Me”          | Câștigat     | [ 70 ]  |
| 2003 | Premiile Grammy       | „Cea mai bună interpretare R&B masculină”   | „U Don't Have To Call” | Câștigat     | [ 71 ]  |
| 2005 | Premiile Grammy       | „Înregistrarea anului”                      | „Yeah!”                | Nominalizare | [ 98 ]  |
| 2005 | Premiile Grammy       | „Cea mai bună colaborare rap/cântec”        | „Yeah!”                | Câștigat     | [ 98 ]  |
| 2005 | Premiile Grammy       | „Cel mai bun album”                         | Confessions            | Nominalizare | [ 98 ]  |
| 2005 | Premiile Grammy       | „Cel mai bun album de R&B contemporan”      | Confessions            | Câștigat     | [ 98 ]  |
| 2005 | Premiile Grammy       | „Cea mai bună interpretare R&B masculină”   | „Burn”                 | Nominalizare | [ 98 ]  |
| 2005 | Premiile Grammy       | „Cel mai bun cântec R&B”                    | „Burn”                 | Nominalizare | [ 98 ]  |
| 2005 | Premiile Grammy       | „Cea mai bună interpretare R&B a unui grup” | „My Boo”               | Câștigat     | [ 98 ]  |
| 2005 | Premiile Grammy       | „Cel mai bun cântec R&B”                    | „My Boo”               | Nominalizare | [ 98 ]  |
| 2006 | Premiile Grammy       | „Cea mai bună interpretare R&B masculină”   | „Superstar”            | Nominalizare | [ 293 ] |
| 2008 | Premiile Grammy       | „Cea mai bună interpretare R&B a unui grup” | „Same Girl”            | Nominalizare | [ 294 ] |
| 2009 | Premiile Grammy       | „Cea mai bună interpretare R&B masculină”   | „Here I Stand”         | Nominalizare | [ 295 ] |
| 2011 | Premiile Grammy       | „Cel mai bun album de R&B contemporan”      | Raymond v. Raymond     | Câștigat     | [ 159 ] |
| 2011 | Premiile Grammy       | „Cea mai bună interpretare R&B masculină”   | „There Goes My Baby”   | Câștigat     | [ 159 ] |
| 2013 | Premiile Grammy       | „Cea mai bună interpretare R&B”             | Climax                 | Câștigat     | [ 296 ] |
| 2015 | Premiile Grammy       | „Cea mai bună interpretare R&B”             | New Flame              | Nominalizare | [ 297 ] |
| 2015 | Premiile Grammy       | „Cel mai bun cântec R&B”                    | New Flame              | Nominalizare | [ 297 ] |
| 2015 | Premiile Grammy       | „Cea mai bună interpretare R&B”             | Good Kisser            | Nominalizare | [ 297 ] |